# Susacón
Susacón là một thị xã và đô thị ở  Departamento Boyacá, thuộc phân vùng Northern Boyacá.